# Sergio Llamas Pardo
Sergio Llamas Pardo (Vitoria, Álava, 6 de marzo de 1993) es un futbolista español. Juega de Centrocampista y actualmente forma parte de la plantilla del Guabirá de la Primera División de Bolivia.

## Trayectoria
Se forma en la cantera del Deportivo Alavés convirtiéndose en una de las grandes promesas de la cantera alavesista y debutando en el Deportivo Alavés "B" del Grupo IV de 3ª División todavía siendo juvenil. En la temporada 2012-2013 debuta con el primer equipo en 2ªB, pero en marzo de 2013 sufre una grave lesión jugando con el filial contra el C.D. Elgoibar.
En la temporada 2014-15, juega la mayoría de partidos con el Deportivo Alavés "B" (3ª División-Grupo IV), mientras entrena habitualmente con la primera plantilla llegando a debutar en 2ª.
Pasa a formar parte definitivamente de la primera plantilla en la temporada 2015-2016, consiguiendo el ascenso a la  Primera División. Llamas fue uno de los artífices del ascenso del club de Vitoria a  Primera División, ya que fue alineado hasta en 19 ocasiones durante la campaña anterior, en los que anotó dos goles, (ambos de cabeza), y acumuló un 80% de acierto en sus pases cortos.
A lo largo del verano se especula con su salida en forma de cesión en un club de  Segunda División, aunque finalmente permanece en el Deportivo Alavés. En el mercado de invierno tras no disputar ningún minuto con el primer equipo y no confirmarse ninguna oferta por sus servicios para una cesión, Llamas baja a la plantilla del Deportivo Alavés "B" (3ª División), con el objetivo de ascender a 2ªB.
En la temporada 2017-18, el centrocampista es cedido al Real Unión Club de la Segunda División B de España.
En 2018, tras finalizar su contrato con el Deportivo Alavés, se marcha a Japón para jugar en el V-Varen Nagasaki de la J1 League.
El 5 de febrero de 2019, firma por el Rovaniemen Palloseura de la Primera División de Finlandia.
En la temporada 2020-21, regresa a Irún para jugar en el Real Unión Club durante dos temporadas, la primera en la Segunda División B de España y la segunda en la Primera División RFEF.
El 30 de junio de 2022, firma por el  Club de Fútbol Rayo Majadahonda de la Primera División RFEF.

## Clubes
| Club                            | División                      | Año                | Partidos | Goles |
| ------------------------------- | ----------------------------- | ------------------ | -------- | ----- |
| Deportivo Alavés "B"            | 3ª                            | 2011-2014          |          |       |
| Deportivo Alavés                | 1ª                            | 2012-enero de 2017 | 37       | 3     |
| Deportivo Alavés "B"            | 3ª                            | 2017               |          |       |
| Real Unión Club                 | 2ªB                           | 2017-2018          | 30       | 1     |
| V-Varen Nagasaki                | J1 League                     | 2018               |          |       |
| Rovaniemen Palloseura           | Primera División de Finlandia | 2019-2020          | 13       | 1     |
| Real Unión Club                 | 2ªB/1ª RFEF                   | 2020-2022          |          |       |
| Club de Fútbol Rayo Majadahonda | 1ª RFEF                       | 2022-              |          |       |